# Верхні Бюртлі-Шигалі
Верхні Бю́ртлі-Шигалі́ (рос. Верхние Бюртли-Шигали, чув. Пӳртлĕ) — присілок у складі Батиревського району Чувашії, Росія. Входить до складу Первомайського сільського поселення.
Населення — 254 особи (2010; 260 у 2002).
Національний склад:
- чуваші — 98 %